# Tanwé-Hessou
Tanwé-Hessou ist ein Arrondissement im Departement Zou im westafrikanischen Staat Benin. Es ist eine Verwaltungseinheit, die der Gerichtsbarkeit der Kommune Zogbodomey untersteht.

## Demografie und Verwaltung
Gemäß der Volkszählung 2013 des beninischen Statistikamtes INSAE hatte das Arrondissement 9940 Einwohner, davon waren 5107 männlich und 4833 weiblich.
Von den 80 Dörfern und Quartieren der Kommune Zogbodomey entfallen sieben auf Tanwé-Hessou:
1. Agadjaligbo
2. Agblata
3. Don-Zoukoutoudja
4. Ouassa
5. Tanwé-Hessou
6. Tègon
7. Towé